# Ар-Хара

Ар-Хара (калм. Ар Хар) — река в Республике Калмыкия. Левый приток реки Шарын-Сала. Длина Ар-Хары — 17 км, площадь водосборного бассейна — 70,5 км². Протекает по территории городского округа Элиста и Ики-Бурульского района.

## Физико-географическая характеристика
Река Ар-Хара берёт начало в пределах Ергенинской возвышенности, у посёлка Максимовка. От истока и до устья река течёт преимущественно с запада на восток. Протекает в достаточно узкой и глубокой балке.
Как и других рек бессточной области Западно-Каспийского бассейна, основная роль в формировании стока реки Шарын-Сала принадлежит осадкам, выпадающим в холодную часть года. Вследствие значительно испарения в весенне-летний период роль дождевого питания невелика. Как правило, весь сток проходит весной в течение 30 — 50 дней, иногда этот срок сокращается до 10 дней.
На реке образовано два водохранилища..